# 衛懷公
衞懷公（？—前415年），即姬亶，在位10年，為春秋諸侯國衞國君主之一。前426年殺父親衞昭公，自立為衞國君主。前415年，從弟衞頹殺死懷公，自立為君，是為慎公。